# Nova Ves (Zagreb)
Nova Ves (na arhaičnom hrvatskom, znači Novo selo) je jedna od najstarijih zagrebačkih ulica, ali i naziv za dio grada, koja se proteže od Kaptola na jugu do Zvijezde na sjeveru.
Upravno Mjesni odbor Nova Ves dio je zagrebačke četvrti Gornji grad – Medveščak. Po prijavi prebivališta od 28. veljače 2009., Mjesna zajednica Nova Ves imala je 3456 stanovnika na površini od 27,5 ha.

## Povijest ulice Nova Ves
Prvi povijesni trag Nove Vesi nalazi se u dokumentima iz 1334., tad se to naselje naziva Villa. Ponovno se spominje 1361. ovaj put kao naše novo selo pored crkve sv. Ivana Krstitelja, koja se nalazi u obližnjoj Maloj ulici. Prvotno se ovo naselje uz tadašnju veliku cestu zvalo Lepa Ves, no ubrzo se ustalilo ime Nova Ves.
Stanovnici Nove Vesi – Purgari Novoveški kako su se nazivali, imali su približno ista građanska prava poput svojih susjeda na brdu Grič, a to se svodilo na pravo da sami izaberu svoj magistrat, pod uvjetom da su prethodno platili porez Kaptolu. 
Purgari su u svojim skromnim kućama duž ulice imali vlastite obrtničke radionice.
Nova Ves je stoljećima bila stanište 12 prebendara Zagrebačke katedrale koji su se brinuli za oltare u katedrali. Nekoć su stanovali u malim drvenim kućicama, ali su one tijekom 18. st. i 18. stoljeća zamijenjene kućama građenim od cigle. Većina tih prebendarskih kurija sačuvala je izgled do danas, tako da je Nova Ves i danas ulica puna prizemnica i pokojom katnicom, na početku 18. st. jedino se isticala dugačka, zidana jednokatnica Doma za nemoćne svećenike.
Zajedno sa susjednom Tkalčićevom ulicom (koja teče paralelno), Nova Ves je danas jedna od glavnih turističkih atrakcija povijesnog Zagreba. Danas je Nova Ves pretežno stambena zona, s pokojim restoranom i kafeom, krajem 1990-ih je na Novoj Vesi izgrađen trgovački centar  – Kaptol Centar u gradnji je još jedan trgovački centar u neposrednom susjedstvu Prebendarski vrtovi.